# Пуленепробиваемый (альбом)
«Пуленепробиваемый» — третий сольный альбом ST, выпущенный 5 марта 2013 года. В альбом вошла 21 композиция.
Первое заявление о его выходе было в одном из интервью сразу после выхода второй сольной работы Александра — альбома «На100ящий». Изначально выход планировался на 28 февраля 2013 года, но альбом задерживался. Вскоре на сайте Rap.ru появилась информация, что дату выхода перенесли на 1 марта того же года; новость сопровождал видеоклип на песню «Рябина» и опубликованные лицевая обложка и список композиций альбома. 5 марта 2013 года альбом появляется в iTunes Store, а через некоторое время и на CD-носителях.

## Об альбоме
В записи альбома Александру ST помогли группа «Смысловые галлюцинации», Линда, Катя Нова и Guf, прежде принимавший участие в записи песен «По-другому» и «Статья» для предыдущих альбомов.
Трек «Няньки» был записан ещё в 2012 году и уже знаком публике по саундтреку фильма «Няньки». 24 февраля 2013 года ST выступил на телеканале Россия 2 с презентацией трека «Сын своего отца». Позже, в эфире телеканала «A-One» в программе «Fun Box» и на дне рождения A-One «Монстры Музыкального мейнстрима», ST зачитал трек «Вечно молодой». В Интернете к моменту выхода альбома также появились треки «Разбуди во мне музыку», «Марихуана», «Иду ко дну», «Rap’n’Roll», «Пуленепробиваемый», «Рябина» и «Курю, читаю рэп» (и также его версия с гостевыми куплетами, не вошедшая в альбом).
Презентация альбома состоялась 9 марта 2013 года в киноконцертном зале «Москва Hall».

## Список композиций
| №   | Название                                       | Текст песни                  | Музыка                      | Длительность |
| --- | ---------------------------------------------- | ---------------------------- | --------------------------- | ------------ |
| 1.  | «Рябина»                                       | ST                           | Miko                        | 2:57         |
| 2.  | «Rap’n’Roll (уч. DJ Pill.One)»                 | ST, DJ Pill.One              | Greg Ogan                   | 2:54         |
| 3.  | «Тишина (уч. «Смысловые галлюцинации»)»        | ST, «Смысловые галлюцинации» | «Смысловые галлюцинации»    | 5:13         |
| 4.  | «Лететь»                                       | ST                           | Miko                        | 3:23         |
| 5.  | «Пуленепробиваемый»                            | ST                           | Greg Ogan                   | 3:27         |
| 6.  | «Сконтачимся»                                  | ST                           | Greg Ogan                   | 2:49         |
| 7.  | «Вечно молодой (уч. «Смысловые галлюцинации»)» | ST, Сергей «Буба» Бобунец    | Miko, Сергей «Буба» Бобунец | 2:59         |
| 8.  | «Иду ко дну»                                   | ST                           | Monster Starz Production    | 4:52         |
| 9.  | «Марихуана (уч. Линда)»                        | ST, Максим Фадеев            | Максим Фадеев               | 3:32         |
| 10. | «24/7 (уч. Катя Нова)»                         | ST                           | Greg Ogan                   | 3:37         |
| 11. | «Ямайка»                                       | ST                           | William Washington          | 3:23         |
| 12. | «Я больше так буду»                            | ST                           | Miko                        | 2:51         |
| 13. | «Сын своего отца»                              | ST                           | Miko                        | 3:11         |
| 14. | «Уважение не купишь»                           | ST                           | Miko                        | 3:25         |
| 15. | «Курю, читаю рэп»                              | ST                           | Miko                        | 4:12         |
| 16. | «Разбуди во мне музыку»                        | ST                           | Miko                        | 3:16         |
| 17. | «Ну чё? (уч. Guf)»                             | ST, Guf                      | Miko                        | 3:27         |
| 18. | «Метрополитен»                                 | ST                           | Miko                        | 4:03         |
| 19. | «И только микрофон»                            | ST                           | Miko                        | 2:41         |
| 20. | «Фиолетово»                                    | ST                           | Katapult                    | 5:26         |
| 21. | «Playboy»                                      | ST                           | Nanik                       | 3:26         |

| №   | Название | Музыка | Длительность |
| --- | -------- | ------ | ------------ |
| 22. | «Няньки» | Nel    | 3:09         |

## Рецензии
Андрей Никитин на портале Rap.ru писал: «ST записал свой самый сильный на данный момент альбом. Он повзрослел, помрачнел, стал депрессивнее, но это ему только пошло на пользу».

## Видеоклипы
Всего на песни из альбома было снято девять клипов. Клипы на «И только микрофон» и «Лететь» были сняты во время презентации альбома. Клипы на «Rap’n’Roll» и «Пуленепробиваемый» снимались в Нью-Йорке. Также были сняты клипы на песни «Няньки», «Курю, читаю рэп», «Марихуана», «Иду ко дну» и «Рябина».